# Ariarathes IV.

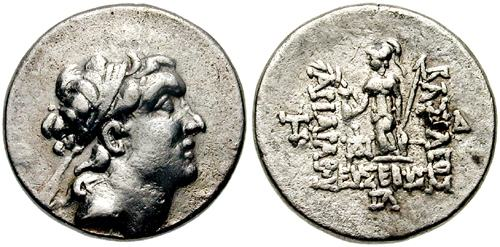
Ariarathes IV.

Ariarathes IV. Eusebes (altgriechisch Ἀριαράθης Εὐσεβής Ariaráthēs Eusebḗs) war König Kappadokiens und herrschte zwischen 220 und 163 v. Chr.

## Leben und Wirken
Ariarathes IV. war ein Sohn des kappadokischen Königs Ariarathes III. und dessen griechisch-makedonischer Frau Stratonike, einer Tochter des Seleukidenkönigs Antiochos II. Er bestieg den Thron bereits als Kind und herrschte 57 Jahre. Verheiratet war er mit Antiochis, einer Tochter des Seleukidenkönigs Antiochos III. von Syrien und dessen Frau Laodike. Infolge dieser Verbindung unterstützte er Antiochos III. im Krieg gegen die Römer, so bei der Schlacht bei Magnesia 190 v. Chr. Diese Schlacht endete aber für den Seleukidenherrscher mit einer Niederlage. Als 189 v. Chr. der Konsul Gnaeus Manlius Vulso in Kleinasien gegen die Galater kämpfte, leistete Ariarathes IV. den Letzteren Unterstützung. Daraufhin bereitete sich der Konsul zu einem Angriff auf Kappadokien vor, stand dann aber nach dem Erhalt von 200 Talenten von diesem Plan wieder ab. Im Winter 189/188 v. Chr. kamen Ariarathes’ Gesandte zu Unterredungen mit Manlius Vulso nach Ephesos und erbaten von Rom Frieden, den der Konsul zunächst an die Überweisung von 600 Talenten knüpfte. Der kappadokische König erhielt den Frieden schließlich zu günstigeren Bedingungen, nämlich einer Ermäßigung der geforderten Geldleistung auf 300 Talente, durch den Einsatz von Roms Verbündeten Eumenes II., König von Pergamon, der damals Ariarathes’ Tochter Stratonike zur Verlobten genommen hatte und diese später auch heiratete. Ariarathes IV. wurde darauf in die römische amicitia aufgenommen. Seit dieser Zeit gehörten er und seine Nachfolger zu den treuesten Verbündeten Roms.
Zwischen 183 und 179 v. Chr. unterstützte Ariarathes IV. Eumenes II. im Krieg gegen Pharnakes I., König von Pontos, der mehrmals in Kappadokien einfiel. 181 v. Chr. sandte Ariarathes IV. eine Gesandtschaft nach Rom, um eine Vermittlung des Senats in diesem Konflikt zu erreichen. Schließlich musste Pharnakes nach einem Angriff der vereinten Gegner Frieden schließen und eroberte kappadokische Territorien zurückgeben. Um 172 v. Chr. sandte Ariarathes IV. seinen Sohn und Thronfolger Ariarathes V. nach Rom, damit dieser die römische Kultur kennenlernte und Kontakte mit wichtigen römischen Familien schließen konnte. Der Konsular Tiberius Sempronius Gracchus besuchte als Leiter einer römischen Delegation auf seiner Inspektionsreise des Orients 166/165 v. Chr. auch Kappadokien und hatte offenbar von Ariarathes IV. einen guten Eindruck, wie für ihn auch die Prüfung der Loyalität anderer Machthaber des hellenistischen Osten zufriedenstellend verlief. Gegen Ende seiner Regierung geriet Ariarathes IV., dem auf Münzen der Beiname Eusebes beigelegt wird, mit den benachbarten Trokmern in Streit, die Rom um einen Schiedsspruch baten, doch dauerten die Zwistigkeiten auch noch unter seinem Nachfolger an.

## Nachkommen
Die Frage der Nachkommen des Ariarathes war möglicherweise schon zeitgenössisch Gegenstand einer dynastisch begründeten Legendenbildung. Die bis heute überwiegend dargestellte Version ist die von Diodor überlieferte. Hiernach habe Ariarathes’ Frau Antiochis diesem heimlich zwei Kinder namens Ariarathes und Orophernes untergeschoben, da sie von ihrem Mann zunächst keine Kinder bekam. Anschließend habe sie jedoch ihrem Mann zwei Töchter und einen Sohn, Mithridates, den späteren Ariarathes V., geboren, worauf sie ihren Mann von der Täuschung unterrichtete. Jene seien dann fortgeschickt worden, der Eine nach Rom, der Andere nach Ionien, während der echte Sohn der Nachfolger in Kappadokien geworden sei.